# Fujiwara no Akimitsu
Fujiwara no Akimitsu (japonès: 藤原顕光)  (944 - 7 de juliol de 1021) Va ser un buròcrata japonès del període Heian, que va ocupar el càrrec de Sadaijin (ministre d'Esquerra). El seu pare era Fujiwara no Kanemichi.

## Biografia
Akimitsu és conegut per haver estat involucrat en un conjunt estrany de circumstàncies pel que fa a la seva filla, En-shi. En-shi estava casada amb el fill de l'emperador, el príncep imperial Atsuakira (敦明親王) (més tard, Ko-Ichijō In, 小一条院). Quan el príncep imperial Atsuakira va optar per assumir una filla de Fujiwara no Michinaga com a segona esposa a canvi de la declinació del príncep hereu, En-shi es va tornar rancorós i va recórrer a Akimitsu per demanar ajuda. Va morir poc després de pena, i es diu que Akimitsu va demanar a un onmyoji anomenat Ashiya Dōman que fes un encanteri o maledicció sobre Michinaga. Així, Akimitsu va arribar a ser conegut com Akuryō-safu (悪霊左府), que significa "el safu (=Sadaijin) amb esperits malignes".